# NGC 1175
NGC 1175 (również PGC 11578 lub UGC 2515) – galaktyka spiralna (S0-a), znajdująca się w gwiazdozbiorze Perseusza. Odkrył ją William Herschel 24 października 1786 roku.